# Etere
Etere is een traditionele Griekse volksdans. Deze dans is afkomstig uit het Turkse Trabzon. Het ritme van deze dans is 5/8. 

## Beschrijving van de stappen
1. Het linkerbeen gaat naar linksachter.
2. Het rechterbeen ook en gaat daarna naar voren en het linkerbeen ook.
3. Het linkerbeen gaat naar links gevolgd door het rechterbeen.
4. Het rechterbeen gaat naar voren, maar zodanig dat het been naar binnen wordt gedraaid.
5. Het linkerbeen volgt en ook zo dat het been naar binnen wordt gedraaid.
6. Rechts maakt een "triaraki" (zoals in de video)
7. Links ook.
8. En opnieuw een "triaraki" met het rechterbeen.
9. Het linkerbeen begint aan de voorzijde en maakt een "triaraki" naar voren.
10. Daarna een "triaraki" met rechts vanuit het linkerbeen.